# حسين مازوني
حسين مازوني ( Mazouni Hocine) لاعب كرة قدم جزائري من مواليد 27 مارس 1995 بمدينة غليزان .

## مشوار
يعد اللاعب حسين مازوني من خريج مدرسة سريع غليزان أين تدرج في مختلف أطوار فئاته وإلأتحق بالفريق الأول أين نشط معه في القسم المحترف الثاني موبيليس . وبعد لعنة الإصابات نشط مع فريق شباب واد رهيو  في قسم الثاني هواة أين حقق معه الصعود للقسم الثاني المحترف .
وفي موسم 2020-2021 ينشط مع فريق أمل الأربعاء المتواجد في القسم الثاني المحترف .'